# Heliconisa pagenstecheri
Heliconisa pagenstecheri is een vlinder uit de familie nachtpauwogen (Saturniidae), onderfamilie Hemileucinae.
De wetenschappelijke naam van de soort is voor het eerst geldig gepubliceerd door Geyer in 1835.